# Круклис, Альфред
Альфред Круклис (латыш. Alfreds Krūklis; в советской литературе — Альфред Андреевич Кpюклис, 11 мая 1921, Кротская волость, Лиепайский район, Латвия — 17 мая 2003, Салацгрива) — латвийский и советский поэт-песенник, переводчик.

## Биография
Родился в крестьянской семье. Учился в приходской школе, гимназии в Лиепая. После смерти отца управлял семейной фермой. Образование завершал экстерном.
В 1944 году женился и переехал в Ригу, где поступил на архитектурный факультет Латвийского университета. После окончания университета, с 1948 года работал редактором в телеграфном агентстве LETA (1948—1949).
В 1953 году был принят в Союз писателей Латвии. Позже работал в редакции комитета Латвийской ССР по радиовещанию и телевидению (1956—1969), опубликовал несколько сборников стихов.

## Творчество
Дебютировал в 1946 году в газете «Slēpotāja». В 1953 году опубликовал сборник стихов под названием «Весна на родине».
Занимался переводами с английского, русского, испанского, немецкого языков. Среди его переводов «Венецианский купец» Шекспира, «Уриэль Акоста» К. Гуцкова и др.
Писал стихи для музыкальных, вокально-симфонических произведений, либретто. Активно сотрудничал с композитором Раймондом Паулсом. В 1970 году вышла совместная пластинка «Песни Р. Паулса на слова А. Круклиса» в которую вошли
1. Синий лён (латыш. Zilie lini) — Маргарита Вилцане и Ояр Гринбергс
2. Зачем? (латыш. Kāpēc?) — Нора Бумбиере
3. Давний рассказ (латыш. Sens ir tas stāsts) — Ояр Гринбергс и вокальный ансамбль
4. Прощание с летом (латыш. Atvadas vasarai) — Нора Бумбиере

Вместе с Р. Паулсом в конце 1960-х года стал первым победителем конкурса песни Микрофон с песней «Шиповник» (латыш. Mežrozīte), которую исполнил Зигфрид Рачиньш.

## Избранные произведения
- «Pavasaris dzimtenē» (сборник стихов, 1953),
- «Jūra šalc» (поэма, 1956),
- «Zvaigžņu karavānas» (сборник стихов, 1964),
- «Tālu Sjerrā ir kāds kalns» (стихотворение для детей школьного возраста, 1966),
- «Sarkanie rudens zirgi» (сборник стихов, 1969),
- «Ķiršu lietus» (сборник стихов, 1977),
- «Caur zilu mūža dzeju» (сборник стихов, 1981),
- «Vienas rozes dēļ» (сборник стихов, 1985),
- «Dziesmās ieputināts» (сборник песен, 1986),
- «Rozes uz barikādēm» (сборник стихов, 1995),
- «Svešinieks paradīzē» (сборник стихов, 1995),
- «Sapņu pārdevējs» (избранное, 1996),
- «Skurba kā ceriņš» (лирика, 1997),
- «Suņu karaļa kalendārs» (стихи, 1997),
- «Atmiņu lauskas no manas dzīves un 33 jaunākie dzejoļi» (стихи, 1997),
- «Atnāc kaut sapnī» (сборник стихов, 2000),
- «Likteņa smīns» (сборник стихов, 2002).
- «Зимний вечер» (музыка Р.Паулса)
- «Мы встретились в марте» (музыка Р.Паулса)
- «Воспоминания о Карпатах» (музыка Р.Паулса)

Умер 17 мая 2003 года в Салацгриве. Похоронен на Рижском лесном кладбище.